# Lăsău, Hunedoara

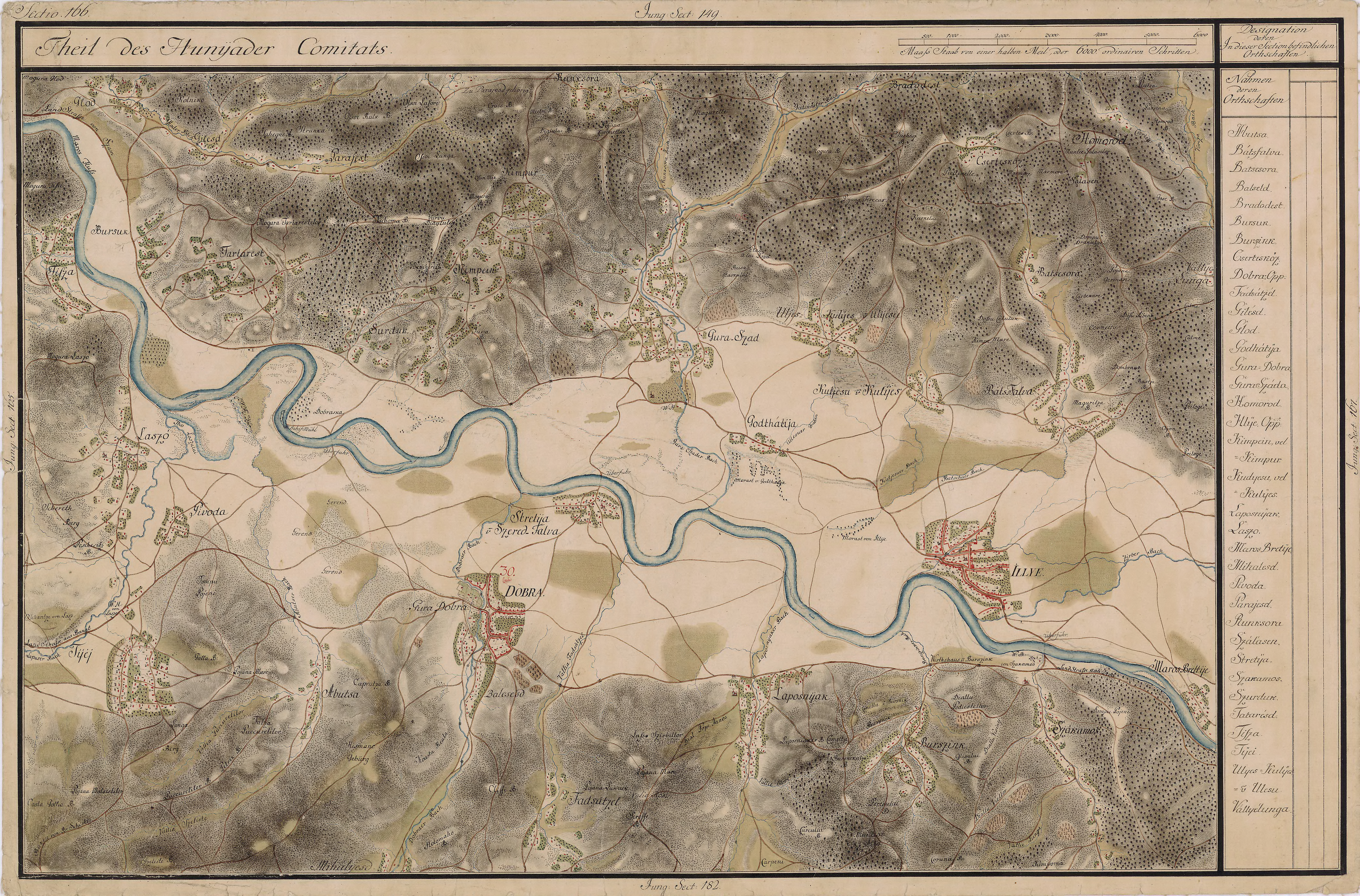
Lăsău în Harta Iosefină a Transilvaniei, 1769-1773

Lăsău este un sat în comuna Lăpugiu de Jos din județul Hunedoara, Transilvania, România.